# Gürkan Çetinkaya
Gürkan Çetinkaya (* 4. Dezember 1987 in İzmit) ist ein türkischer Eishockeyspieler, der seit 2012 beim İzmir Büyükşehir Belediyesi SK in der Türkischen Superliga unter Vertrag steht.

## Karriere
Gürkan Çetinkaya begann seine Karriere als Eishockeyspieler beim Kocaeli Büyükşehir Belediyesi Kağıt SK in seiner Heimatstadt İzmit, für den er in der Saison 2004/05 sein Debüt in der Türkischen Superliga gab. 2007 wurde er mit seiner Mannschaft Türkischer Meister. Hinzu kamen drei Vizemeistertitel in den Jahren 2005, 2006 und 2008. 2011 verließ er die Stadt am Marmarameer und schloss sich dem amtierenden Landesmeister Başkent Yıldızları SK an, mit dem er den Titel verteidigen konnte. Trotz dieses Erfolges zog es ihn schon 2012 weiter an die Ägäis zum İzmir Büyükşehir Belediyesi SK, mit dem er auf Anhieb Vizemeister der Türkei werden konnte. 2014 konnte er mit dem Klub ebenfalls den türkischen Meistertitel erringen.

### International
Für die Türkei nahm Çetinkaya im Juniorenbereich in der Division III an den U18-Weltmeisterschaften 2004 und 2005 sowie den U20-Weltmeisterschaften 2005, 2006 und 2007 teil. 
Mit der Herren-Nationalmannschaft spielte er bei den Weltmeisterschaften der Division II 2005, 2007, 2010, 2013, 2014 und 2017 sowie bei den Weltmeisterschaften der Division III 2006, 2008, 2009 und 2012, als er als unter den Verteidigern die meisten Scorerpunkte erzielte. Zudem stand er bei der Qualifikation für die Olympischen Winterspiele 2010 in Vancouver für das Team vom Bosporus auf dem Eis.

## Erfolge und Auszeichnungen
- 2006 Aufstieg in die Division II bei der Weltmeisterschaft der Division III
- 2007 Türkischer Meister mit dem Kocaeli Büyükşehir Belediyesi Kağıt SK
- 2009 Aufstieg in die Division II bei der Weltmeisterschaft der Division III
- 2012 Aufstieg in die Division IIB bei der Weltmeisterschaft der Division III
- 2012 Meiste Scorerpunkte eines Verteidigers bei der Weltmeisterschaft der Division III
- 2012 Türkischer Meister mit dem Başkent Yıldızları SK
- 2014 Türkischer Meister mit dem İzmir Büyükşehir Belediyesi SK